# Aubussargues
Aubussargues település Franciaországban, Gard megyében. Lakosainak száma 326 fő (2022. január 1.). Aubussargues Arpaillargues-et-Aureillac, Bourdic, Collorgues, Garrigues-Sainte-Eulalie és Serviers-et-Labaume községekkel határos.

## Népesség
A település népességének változása:
| Lakosok száma | 185  | 164  | 216  | 313  | 330  | 337  | 323  | 321  | 321  | 326  |
|               | 1968 | 1982 | 1990 | 2006 | 2013 | 2015 | 2017 | 2019 | 2020 | 2022 |